# Girardot (Aragua)
Pour les articles homonymes, voir Girardot.
Girardot est l'une des dix-huit municipalités de l'État d'Aragua au Venezuela. Son chef-lieu est Maracay, également capitale de l'État. En 2011, la population s'élève à 407 109 habitants.

## Géographie

### Subdivisions

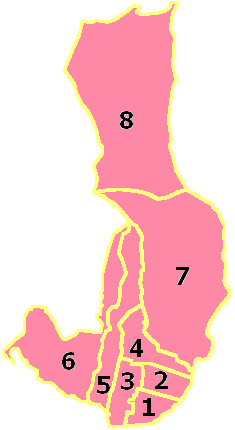
Localisation des paroisses civiles de la municipalité :
• 1 : Pedro José Ovalles ;
• 2 : Joaquín Crespo ;
• 3 : José Casanova Godoy ;
• 4 : Madre María de San José ;
• 5 : Andrés Eloy Blanco : ;
• 6 : Los Tacariguas ;
• 7 : Las Delicias : ;
• 8 : Choroní.

La municipalité se divise en huit paroisses civiles qui, à l'exception de celle de Choroní, ont pour capitale Maracay , chef-lieu de la municipalité et capitale de l'État d'Aragua dont elles constituent chacune et en partie l'un des quartiers :
- Andrés Eloy Blanco (Maracay) ;
- Choroní (Choroní) ;
- Joaquín Crespo (Maracay) ;
- José Casanova Godoy (Maracay) ;
- Las Delicias (Maracay) ;
- Los Tacariguas (Maracay) ;
- Madre María de San José (Maracay) ;
- Pedro José Ovalles (Maracay).